# 湯野村 (山口県)
湯野村（ゆのそん）は、山口県都濃郡にあった村。現在の周南市湯野にあたる。

## 地理
- 山岳 ： 飛松山、観音岳、黒石山、城山、大谷山、高黒石
- 河川 ： 夜市川

## 歴史
- 1889年（明治22年）4月1日 - 町村制の施行により、近世以来の湯野村が単独で自治体を形成。
- 1944年（昭和19年）4月1日 - 徳山市・櫛浜町・富田町・福川町・大津島村・夜市村・戸田村と合併し、改めて徳山市が発足。同日湯野村廃止。

## 村長
- 堅田少輔（1909年-1914年）

## 名所・旧跡
- 湯野温泉